# Сейлор, Стивен

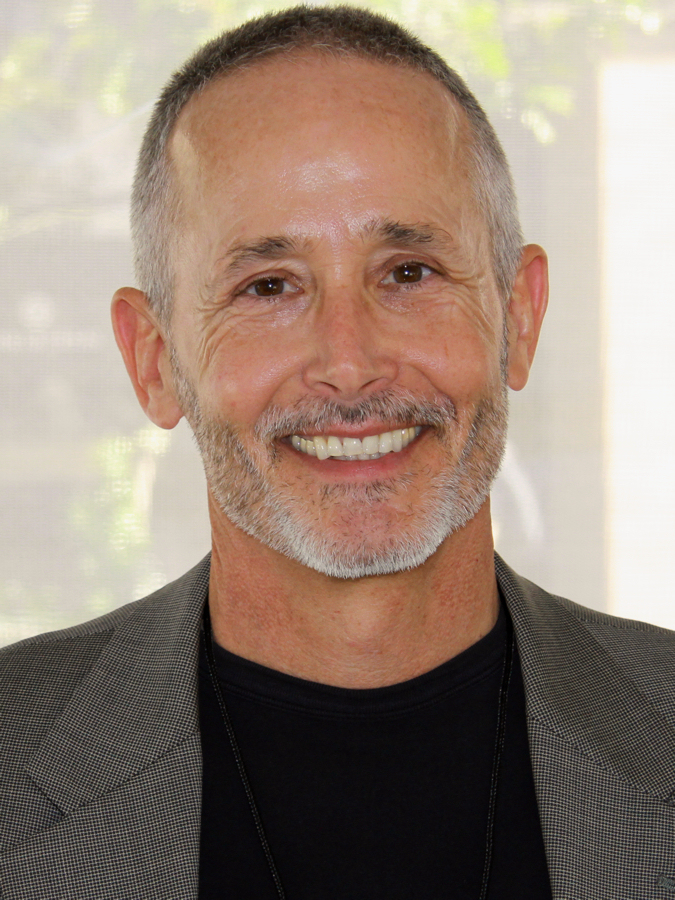
Стивен Сейлор на книжном фестивале в Техасе, 2012 год

Стивен Сейлор (Steven Saylor; род. 23 марта 1956) — американский писатель, автор исторических романов. Выпускник Техасского университета в Остине, где он изучал античную историю. Его произведения опубликованы на 21 языке.
Наиболее известен написанный Сейлором цикл исторических романов Roma Sub Rosa, где действие происходит в древнем Риме. Их главный герой — Гордиан Сыщик, живущий в I веке до н. э., в сюжете принимают участие видные исторические личности. Также Сейлор написал две исторических эпопеи под названиями «Рим» (Roma) и «Империя» (Empire).
Ещё два романа Сейлора посвящены Техасу. Действие книги A Twist at the End происходит в Остине 1880-х и основано на реальных событиях («убийца служанок»); в книге появляется О. Генри. Have You Seen Dawn? — это современный триллер, сюжет которого разворачивается в вымышленном техасском городке Аметист, основанном на родном городе Сейлора Голдтуэйте.
Также Сейлор написал автобиографические эссе для трёх антологий гомосексуальной литературы под редакцией Джона Престона — Hometowns, A Member of the Family и Friends and Lovers. Кроме того, до исторических романов он писал гей-эротику под псевдонимом Аарон Травис.
С 1976 г. Сейлор живёт с Ричардом Соломоном; в 1991 они зарегистрировали домашнее партнёрство в Сан-Франциско, а в октябре 2008 заключили брак. Они живут попеременно в Беркли (Калифорния) и в Остине (Техас).

### Roma Sub Rosa
- Римская кровь (Roman Blood, 1991) — происходит в 80 г. до н. э. Гордиана нанимает молодой оратор и адвокат Цицерон. Роман основан на реальной речи Цицерона в защиту Росция из Америи.
  - Дом весталок (The House of the Vestals, 1997) — сборник рассказов, действие которых происходит между первым и вторым романом.
  - Гладиатор умирает только однажды (A Gladiator Dies Only Once, 2005) — ещё один сборник рассказов о том же периоде.
- Орудие Немезиды (Arms of Nemesis, 1992) — происходит в 72 г. до н. э., во время восстания Спартака. В сюжете участвует Красс.
- Загадка Катилины (Catilina’s Riddle, 1993) — происходит во время мятежа Катилины в 63 г. до н. э. В сюжете присутствуют главные участники событий — сам Катилина и Цицерон.
- Когда Венера смеется (The Venus Throw, 1995) — сюжет разворачивается вокруг обвинения Марка Целия Руфа в убийстве александрийского философа Диона. В сюжете присутствует римский поэт Катулл.
- Убийство на Аппиевой дороге (A Murder on the Appian Way, 1996) — происходит незадолго до гражданской войны между Цезарем и Помпеем. Сюжет разворачивается вокруг убийства скандального политика Клодия на Аппиевой дороге.
- Рубикон (Rubicon, 1999) — по ходу сюжета Цезарь пересекает Рубикон, сенат бежит из Рима, а государство погружается в пожар гражданской войны.
- Видели в последний раз в Массилии (Last Seen in Massilia, 2000) — происходит в Массилии (ныне Марсель) во время осады города войсками Цезаря.
- Туман пророчеств (A Mist of Prophecies, 2002) — происходит в Риме во время гражданской войны.
- Суд Цезаря (The Judgment of Caesar, 2004) — происходит в Египте в 48 г. до н. э., когда Цезарь встретил царицу Клеопатру.
- Триумф Цезаря (The Triumph of Caesar, 2008) — происходит в Риме во время празднования триумфа Цезаря в 46 г. до н. э.
- Семь чудес (The Seven Wonders, 2012) — приквел, рассказывающий о путешествии молодого Гордиана, чтобы увидеть семь чудес света. Действие начинается в 92 г. до н. э.

### Roma
- Roma: The Novel of Ancient Rome (2007) — рассказывает об истории Рима на протяжении тысячи лет, от первого поселения до убийства Цезаря.
- Empire: The Novel of Imperial Rome (2010) — охватывает жизнь нескольких поколений от смерти Августа в 14 году н. э. до 141 года (время правления Антонина Пия).

### Другие произведения
- A Twist at the End (в Великобритании — Honour the Dead) (2000)
- Have You Seen Dawn? (2003)

Произведения, изданные под именем Аарона Трависа, были переизданы в 2012 году для электронных книг Amazon Kindle и Barnes & Noble Nook.